# Bishopスコア
Bishopスコア（ビショップスコア）は、分娩誘発が必要になるかどうかを陣痛前に予測するのに役立つスコアリングシステムである。早産の可能性の評価にも用いられている。Bishopスコアは、エドワード・ビショップ博士によって開発され、1964年8月に発表された。

## 構成要素
合計スコアは、訓練を受けた専門家による内診により以下の5つの要素を評価して算出される。
- Cervical position – 子宮口の位置
- Cervical effacement – 展退度（%）
- Cervical consistency – 子宮頸部の硬さ
- Cervical dilation – 開大度（cm）
- Fetal Station – 児頭の位置（先進部の高さ）

Bishopスコアは、分娩誘導が成功する可能性が最も高い患者を評価する。陣痛の持続時間はBishopスコアと逆相関しており、Bishopスコアが9であれば、分娩誘発が成功する可能性が高い。Bishopスコアが4以下の場合、子宮頸管の状態が好ましくないことを示し、子宮頸管拡張術の適応となる可能性がある。
英語圏での覚え方：Call PEDS For Parturition (Cervical Position, Effacement, Dilation, Softness, Fetal station)

## スコアリング
検査者は、各構成要素にスコアを割り当てる。
| パラメータ     | スコア | スコア  | スコア       | スコア     |
| パラメータ     | 0      | 1       | 2            | 3          |
| -------------- | ------ | ------- | ------------ | ---------- |
| 子宮口の位置   | 後     | 中央    | 前方         | –          |
| 子宮頸部の硬さ | 硬     | 中等度  | 軟           | –          |
| 展退度         | 0–30％ | 40–50％ | 60–70％      | 80%以上    |
| 開大度         | 0cm    | 1–2 cm  | 3–4 cm       | 5 cm 以上  |
| 児頭の位置     | Sp −3  | Sp −2   | Sp −1, Sp ±0 | Sp +1 以上 |

## 解釈
Bishopスコアが6以下の場合は、分娩誘導が成功する可能性が低いことを示していることが多い。Bishopスコア8以上でのみ、分娩誘発の成功を確実に予測できるとする報告もある。

## 修正Bishopスコア
修正Bishopスコアでは、展退度の代わりに子宮頸部の長さ（cm）を用い、次のように加算される。子宮頸管長さの方が展退度より計測が簡単かつ正確で、検査者間のばらつきが少ない可能性がある。
- 子宮頚管長 > 3 cm：0点
- 子宮頚管長 > 2 cm：1点
- 子宮頚管長 > 1 cm：2点
- 子宮頚管長 > 0 cm：3点